# Kyōko Hikami
Kyōko Hikami (氷上 恭子?, Hikami Kyōko; Takarazuka, 11 gennaio 1969) è una doppiatrice giapponese.
I suoi ruoli principali includono la protagonista Momoko Hanasaki nell'anime Wedding Peach, Hikaru Usada / Rabi~en~Rose in Di Gi Charat, Hebi no Yuki (Snake) in Angel Tales, Tsubaki Takamura in Sakura Wars e Urara Kasuga in Sakura Diaries. Recenti ruoli includono Sakagami-sensei in Love Lab e Yuki Sakurakōji in Code:Breaker. Fa parte del trio di doppiatrici Furil, che comprende le colleghe Yūko Miyamura e Yukana.

## Filmografia

### Anime
| Anno                  | Titolo                                                     | Ruolo                                | Note               | Fonte             |
| --------------------- | ---------------------------------------------------------- | ------------------------------------ | ------------------ | ----------------- |
| 13 aprile 1992        | Crayon Shin-chan                                           | Woman                                |                    | [ 3 ]             |
| 10 ottobre 1992       | Yu Yu Hakusho                                              | Kasumi Rin                           |                    | [ 3 ]             |
| 19 ottobre 1992       | Kobo-chan                                                  | Akira, Shirakawa                     |                    | [ 3 ] [ 4 ]       |
| 1º aprile 1993        | Kyō Kara Ore Wa!!                                          | Female Student                       | OVA                | [ 4 ]             |
| 6 aprile 1994         | Tottemo! Luckyman                                          | Machiko Medatsu                      |                    | [ 3 ] [ 4 ]       |
| 5 ottobre 1994        | Blue Seed                                                  | Masako                               |                    | [ 4 ]             |
| 13 ottobre 1994       | Mahōjin Guru Guru                                          | Griel                                |                    | [ 3 ] [ 4 ]       |
|                       | Cooking Papa                                               | Female Student                       | Ep. 125            | [ 4 ]             |
| 14 gennaio 1995       | Ninku                                                      | Yuka                                 |                    | [ 3 ]             |
| 21 marzo 1995         | Black Jack                                                 | Katina                               | OVA ep 4           | [ 3 ] [ 4 ]       |
| 5 aprile 1995         | Ping-Pong Club                                             | Female teacher                       |                    | [ 3 ]             |
| 5 aprile 1995–1997    | Wedding Peach                                              | Momoko Hanasaki / Wedding Peach      | Anche DX           | [ 3 ] [ 4 ]       |
| 6 aprile 1995         | Fushigi yûgi                                               | Girl A, Girl B                       | TV series          | [ 4 ]             |
| 7 aprile 1995         | Juuni Senshi Bakuretsu Eto Ranger                          | Cream, Juken                         |                    | [ 3 ] [ 4 ]       |
| 7 giugno 1995         | Megami Paradise                                            | Pastel                               |                    | [ 4 ]             |
| 3 ottobre 1995        | Mojacko                                                    | Piroro, Yumi                         |                    | [ 3 ]             |
| 5 ottobre 1995        | Toma Kishinden Oni                                         | Moegi                                |                    | [ 3 ] [ 4 ]       |
| –1996                 | Idol Project                                               | Kiwi                                 |                    | [ 4 ]             |
| 3 aprile 1996         | VS Knight Ramune & 40 Fire                                 | Cacao                                |                    | [ 3 ] [ 4 ]       |
| 6 aprile 1996         | B't X                                                      | Nasha                                |                    | [ 3 ] [ 4 ]       |
| 10 aprile 1996        | Burn-Up W                                                  | Maria                                | OVA                | [ 4 ]             |
| 21 giugno 1996        | Battle Arena Toshinden                                     | Ellis                                |                    | [ 4 ]             |
| 1º ottobre 1996       | Saber Marionette J                                         | Gemini                               |                    | [ 4 ]             |
| 2 ottobre 1996        | Raideen the Superior                                       | Girl                                 | Ep. 35             | [ 3 ]             |
| 2 ottobre 1996–1997   | Gall Force: The Revolution                                 | Pony                                 | OAV series         | [ 4 ]             |
| 14 ottobre 1996       | Magical Project S                                          | Hikari Asahina                       | Ep. 18             | [ 3 ] [ 4 ]       |
| 21 dicembre 1996      | Galaxy Fraulein Yuna Returns                               | Ayako                                | 2nd OVA series     | [ 3 ] [ 4 ]       |
| 2 aprile 1997         | Haunted Junction                                           | Blue Hanten                          | Ep. 8              | [ 3 ] [ 4 ]       |
| 21 maggio 1997        | Sakura Diaries                                             | Urara Kasuga                         | OVA                | [ 4 ]             |
| 21 maggio 1997        | VS Knight Ramune & 40 Fresh                                | Cacao                                | OVA series         | [ 4 ]             |
| 21 maggio 1997        | Wild Cardz                                                 | Prince Macdo, Prince Narudo          |                    | [ 4 ]             |
| 4 ottobre 1997        | Anime Ganbare Goemon                                       | Asuka Tsuchiya                       |                    | [ 3 ]             |
| 6 ottobre 1997        | Vampire Princess Miyu                                      | Yuko Shigetoshi                      | TV ep. 2           | [ 3 ] [ 4 ]       |
| 1º marzo 1998         | Power Dolls Project Alpha                                  | Amy Pershing                         | OVA series         | [ 3 ] [ 4 ]       |
| 1º aprile 1998        | Trigun                                                     | Stefany                              |                    | [ 3 ] [ 4 ]       |
| 7 aprile 1998         | Cardcaptor Sakura                                          | Yoko Nakagawa                        | Ep. 14             | [ 3 ] [ 4 ]       |
| 8 aprile 1998         | Princess Nine                                              | Seira Morimura                       |                    | [ 3 ] [ 4 ]       |
| 2 luglio 1998         | Shadow Skill: Eigi                                         | Rai Kurokkunesu                      |                    | [ 3 ]             |
| 25 luglio 1998        | Sakura Wars: The Gorgeous Blooming Cherry Blossoms         | Tsubaki Takamura                     | OVA ep. 4          | [ 3 ]             |
| 8 ottobre 1998        | Bubblegum Crisis Tokyo 2040                                | Ellen                                | Ep. 7              | [ 4 ]             |
|                       | Psychic Force                                              | Wendy                                | OVA                | [ 4 ]             |
| 6 gennaio 1999        | Legend of Himiko                                           | Kouran                               |                    | [ 3 ] [ 4 ]       |
| 1º aprile 1999        | To Heart                                                   | Kotone Himekawa                      |                    | [ 3 ] [ 4 ]       |
| 1º aprile 1999        | Betterman                                                  | Hinoki Sai                           |                    | [ 3 ] [ 4 ]       |
| 2 aprile 1999         | Gokudo                                                     | Nihi                                 |                    | [ 4 ]             |
| 30 giugno 1999        | Great Teacher Onizuka                                      | Motoko Ohashi                        |                    | [ 3 ] [ 4 ]       |
| 5 ottobre 1999        | Omishi Magical Theater: Risky Safety                       | Kairi                                |                    | [ 3 ]             |
| 6 ottobre 1999        | Infinite Ryvius                                            | Cullen Lucciora, Juli Bahana         |                    | [ 3 ] [ 4 ]       |
| 8 ottobre 1999        | Trouble Chocolate                                          | Deborah                              |                    | [ 3 ] [ 4 ]       |
| 30 novembre 1999–2006 | Di Gi Charat                                               | Hikaru Usada / Rabi~en~Rose          | Anche OAV, special | [ 3 ] [ 4 ] [ 5 ] |
| 18 dicembre 1999–2000 | Sakura Wars: The Radiant Gorgeous Blooming Cherry Blossoms | Tsubaki Takamura                     | OVA                | [ 3 ]             |
|                       | Zoku Zoku Mura no Obaketachi                               | Pii                                  | Ep. 2              | [ 4 ]             |
| 10 gennaio 2000       | Mon Colle Knights                                          | Batchii, Mii                         |                    | [ 3 ] [ 4 ]       |
| 4 aprile 2000         | Platinumhugen Ordian                                       | Jill                                 |                    | [ 3 ]             |
| 8 aprile 2000         | Sakura Wars                                                | Tsubaki Takamura                     | TV series          | [ 3 ]             |
| 26 luglio 2000        | Hand Maid May                                              | Cyberdoll Sara                       |                    | [ 3 ] [ 4 ]       |
| 7 ottobre 2000        | Shin Megami Tensei: DeviChil                               | Jack Frost, Karen, Pixie, Kamaitachi |                    | [ 3 ]             |
| 16 ottobre 2000       | Android Kikaider: The Animation                            | Miyuki                               |                    | [ 3 ]             |
| 1º aprile 2001        | Super Gals! Ran Kotobuki                                   | Shiori Asai                          | Ep. 12             | [ 3 ]             |
| 3 aprile 2001         | Haré+Guu                                                   | Tomoyo Mamou                         |                    | [ 3 ]             |
| 4 aprile 2001–2002    | Sister Princess                                            | Makuba                               | Also RePure        | [ 3 ]             |
| 15 aprile 2001        | Geneshaft                                                  | Ema                                  |                    | [ 4 ]             |
| 10 agosto 2001        | One: Kagayaku Kisetsu e                                    | Yukimi Miyami                        | OAV                | [ 3 ]             |
| 2 ottobre 2001        | Final Fantasy: Unlimited                                   | Lisa Pacifist                        |                    | [ 3 ] [ 4 ]       |
| 4 ottobre 2001        | Angel Tales                                                | Hebi no Yuki (Snake)                 | TV series          | [ 3 ]             |
| 26 ottobre 2001       | Najica Blitz Tactics                                       | Ai Irie                              | Ep. 4              | [ 4 ]             |
| 5 gennaio 2002        | Panyo Panyo Di Gi Charat                                   | Narrator                             |                    | [ 3 ] [ 4 ]       |
| 10 gennaio 2002       | Aquarian Age: Sign for Evolution                           | Yui Kono                             |                    | [ 3 ]             |
| 4 aprile 2002         | Magical Shopping Arcade Abenobashi                         | Mitsuyo Imamiya                      |                    | [ 3 ]             |
| 19 aprile 2002        | Atashin'chi                                                | Sudo                                 |                    | [ 3 ]             |
| 25 maggio 2002        | Nakoruru                                                   | Nakoruru's Mother, Rera              | OVA（一般）        | [ 3 ] [ 4 ]       |
| 2 luglio 2002         | Witch Hunter Robin                                         | Yurika Dōjima                        |                    | [ 3 ] [ 4 ]       |
| 1º ottobre 2002       | Spiral                                                     | Reiko Hatsuyama                      |                    | [ 3 ] [ 4 ]       |
| 1º ottobre 2002       | Ghost in the Shell: Stand Alone Complex                    | Kanabi                               |                    | [ 3 ]             |
| 3 ottobre 2002        | Naruto                                                     | Mai Kagetsu                          |                    | [ 3 ]             |
| 11 novembre 2002      | Piano                                                      | Saito-san                            |                    | [ 3 ] [ 4 ]       |
| 6 marzo 2003          | Angel Tales                                                | Hebi no Yuki (Snake)                 | OAV                | [ 3 ]             |
| 6 aprile 2003         | Di Gi Charat Nyo                                           | Hikaru Usada / Rabi~en~Rose          |                    | [ 3 ]             |
| 7 aprile 2003         | Dear Boys                                                  | Kaori Kudo                           |                    | [ 3 ]             |
| 8 maggio 2003         | Saint Beast                                                | Yuki Megami                          |                    | [ 3 ]             |
| 2 ottobre 2003        | Yami to Boushi to Hon no Tabibito                          | Meirin, Tamamo no Mae                |                    | [ 3 ] [ 4 ]       |
| 4 ottobre 2003        | Fullmetal Alchemist                                        | Paninya                              |                    | [ 3 ]             |
| 16 ottobre 2003       | Uninhabited Planet Survive!                                | Zilba                                |                    | [ 3 ]             |
|                       | Leave it to Piyoko!                                        | Hikaru Usada / Rabi~en~Rose          | OAV                | [ 3 ]             |
| 3 aprile 2004         | Sgt. Frog                                                  | Hikari Usanda                        |                    | [ 3 ]             |
| 6 aprile 2004         | Monster                                                    | Lotte Frank                          |                    | [ 3 ]             |
| 6 aprile 2004         | Burst Angel                                                | Maria                                |                    | [ 3 ]             |
| 2 ottobre 2004        | ToHeart: Remember my memories                              | Kotone Himekawa                      |                    | [ 3 ] [ 4 ]       |
| 4 ottobre 2004        | Samurai Gun                                                | Kurenai                              |                    | [ 3 ] [ 4 ]       |
| 12 ottobre 2004       | Yakitate!! Japan                                           | Hokahoka Oneesan                     | Ep. 53             | [ 3 ]             |
| 8 gennaio 2005        | Gallery Fake                                               | Linda                                | Ep. 15             | [ 3 ]             |
| 13 febbraio 2005      | Majime ni Fumajime: Kaiketsu Zorori                        | Sandy                                |                    | [ 3 ]             |
| 6 luglio 2005         | Tide-Line Blue                                             | Jose                                 |                    | [ 3 ]             |
| 4 ottobre 2005        | Gunparade Orchestra                                        | Satomi Kozeki                        |                    | [ 3 ]             |
| 3 aprile 2006         | Girl's High                                                | Kyoko Himeji                         |                    | [ 3 ] [ 4 ] [ 6 ] |
| 6 aprile 2006         | xxxHolic                                                   | Kaoruko, Sakurako                    | Ep. 14, 15         | [ 3 ]             |
| 1º ottobre 2006       | Project G.A.                                               | Usada Meijin / Rabi~en~Rose          |                    | [ 3 ]             |
| 1º ottobre 2006       | Galaxy Angel Rune                                          | Hikaru Usada / Rabi~en~Rose          | TV ep. 3           | [ 4 ]             |
| 3 ottobre 2006        | Shōnen Onmyōji                                             | Atsuko                               |                    | [ 3 ]             |
| 4 ottobre 2006        | My-Hime                                                    | Mutsumi Kojo                         |                    | [ 3 ]             |
| 7 ottobre 2006–2008   | Shooting Star Rockman                                      | Harp                                 | Also Tribe         | [ 3 ]             |
| 19 gennaio 2007       | Tokyo Majin series                                         | Maiko Takamizawa                     | Also 2nd Act       | [ 3 ]             |
| 28 marzo 2007         | Hitohira                                                   | Risaki Nishida                       |                    | [ 3 ] [ 4 ]       |
| 7 aprile 2007         | Saiunkoku monogatari                                       | Ruka Hanada                          |                    | [ 3 ]             |
| 7 aprile 2007         | Lovely Complex                                             | Stylist Nakahara                     |                    | [ 3 ]             |
| 19 luglio 2007        | Shigurui: Death Frenzy                                     | Oyo お蓉                             |                    | [ 3 ]             |
| 2 ottobre 2007        | Myself; Yourself                                           | Staff                                |                    | [ 3 ]             |
| 4 gennaio 2008        | Hatenkō Yūgi                                               | Vincent                              |                    | [ 3 ]             |
| 8 aprile 2008         | Top Secret ~The Revelation~                                | Misa Yoshino                         |                    | [ 3 ]             |
| 1º ottobre 2008       | Rosario + Vampire Capu2                                    | Apsara-sensei                        |                    | [ 3 ]             |
| 1º febbraio 2009      | Fresh Pretty Cure!                                         | Ayumi Momozono                       |                    | [ 3 ]             |
| 5 aprile 2009         | Cross Game                                                 | Kimie Kitamura                       |                    | [ 3 ]             |
| 10 gennaio 2010       | Hanamaru Kindergarten                                      | Tsuchida's mother                    |                    | [ 3 ]             |
| 4 aprile 2010         | Lil'Pri                                                    | Tomoko Sasaki                        |                    | [ 3 ]             |
| 4 ottobre 2010        | Yosuga no sora                                             | Haruka's Mother                      | Ep. 10             | [ 3 ]             |
| 7 aprile 2011         | Sket Dance                                                 | Mariji Blue                          |                    | [ 3 ]             |
| 7 aprile 2011         | Softenni                                                   | Kyōko Miyoshi                        |                    | [ 3 ] [ 4 ]       |
| 10 gennaio 2012       | Listen to Me, Girls. I Am Your Father!                     | Yoshiko Sahara                       |                    | [ 3 ]             |
| 5 febbraio 2012       | Smile Pretty Cure!                                         | Chiharu Kise                         |                    | [ 3 ]             |
| 6 ottobre 2012        | Code:Breaker                                               | Yuki Sakurakōji                      |                    | [ 3 ]             |
| 4 aprile 2013         | Devil Survivor 2: The Animation                            | Black Frost                          |                    | [ 3 ]             |
| 2 luglio 2013         | Brothers Conflict                                          | Kaori Kishida                        |                    | [ 3 ]             |
| 4 luglio 2013         | Love Lab                                                   | Sakagami-sensei                      |                    | [ 3 ]             |
| 3 ottobre 2013–2014   | Aikatsu!                                                   | Koharu Oozora                        | Season 2 and 3     | [ 3 ]             |
| 5 gennaio 2015        | Kamisama Kiss                                              | Kami Ochi                            |                    | [ 3 ]             |
| 2021 gennaio          | Boruto: Naruto Next Generations                            | Akita Inuzuka                        |                    |                   |
| 27 maggio 2021        | Eden                                                       | A37                                  |                    | [ 3 ]             |

### Film
| Anno             | Titolo                                                       | Ruolo                       | Note | Fonte       |
| ---------------- | ------------------------------------------------------------ | --------------------------- | ---- | ----------- |
| 12 aprile 1997   | Ultra Nyan: Hoshizora Kara Maiorita Fushigi Neko (movie)     | Momo                        |      | [ 3 ]       |
| 14 marzo 1998    | Ultra Nyan 2: Happy Daisakusen                               | Momo                        |      | [ 3 ]       |
| 18 luglio 1998   | Pokémon il film - Mewtwo colpisce ancora                     | Aitwo                       |      | ANN         |
| 1º agosto 1998   | Slayers Gorgeous                                             | Marlene Karubato            |      | [ 3 ]       |
| 10 marzo 2001    | Doraemon: Nobita to tsubasa no yūsha-tachi                   | Milk                        |      | [ 3 ]       |
| 22 dicembre 2001 | Sakura Wars: The Movie                                       | Tsubaki Takamura            |      | [ 3 ] [ 4 ] |
| 22 dicembre 2001 | Di Gi Charat - A Trip to the Planet                          | Hikaru Usada / Rabi~en~Rose |      | [ 3 ]       |
| 17 aprile 2004   | Detective Conan - Il mago del cielo d'argento                | Natsuki Sakai               |      | [ 3 ]       |
| 31 ottobre 2009  | Fresh Pretty Cure! - Le Pretty Cure nel Regno dei Giocattoli | Ayumi Momozono              |      | [ 3 ]       |
| 28 dicembre 2013 | Majocco Shimai no Yoyo to Nene                               | Oyomi                       |      | [ 3 ] [ 7 ] |

### Videogiochi
| Anno                   | Titolo                                                                                         | Ruolo                              | Note                                                   | Fonte       |
| ---------------------- | ---------------------------------------------------------------------------------------------- | ---------------------------------- | ------------------------------------------------------ | ----------- |
| 16 dicembre 1994       | Power Dolls 2                                                                                  | Amy Pershing                       | PS1/PS2                                                | [ 3 ] [ 4 ] |
| 16 giugno 1995         | Seifuku Densetsu Pretty Fighter X                                                              | Aoki Marin                         | Sega Saturn                                            | [ 4 ]       |
| 20 ottobre 1995        | Tokimeki Mah Jong Paradise: Koi no tenpai beat                                                 |                                    | 3DO, Sega Saturn                                       | [ 4 ]       |
| 26 gennaio 1996        | Tokimeki Card Paradise: Koi no Royal Straight Flush                                            |                                    | PC-FX                                                  | [ 4 ]       |
| 4 luglio 1996          | Lunar: Silver Star Story Complete                                                              | Luna Noah                          | Sega Saturn                                            | [ 3 ] [ 4 ] |
| 9 agosto 1996          | Nightruth: Explanation of the Paranormal - Yami no Tobira                                      | Remika Kujou                       | Sega Saturn                                            | [ 3 ] [ 4 ] |
| 13 settembre 1996      | Mahou Shoujo Fancy Coco                                                                        | Milk Kahlua                        | PlayStation                                            | [ 4 ]       |
| 27 settembre 1996      | Wedding Peach: Doki Doki Oironaoshi                                                            | Momoko Hanasaki                    | PlayStation                                            | [ 4 ]       |
| 27 settembre 1996–2003 | Sakura Wars series                                                                             | Tsubaki Takamura                   |                                                        | [ 3 ] [ 4 ] |
| 22 novembre 1996       | Fist                                                                                           | Marin Aoki                         | PS1/PS2                                                | [ 3 ] [ 4 ] |
| 20 dicembre 1996       | Alice in Cyberland                                                                             | Saki Takakura                      | PlayStation                                            | [ 4 ]       |
| 7 marzo 1997           | Shinseiki Evangelion: 2nd Impression                                                           | Mayumi Yamagichi                   | Sega Saturn                                            | [ 3 ] [ 4 ] |
| 28 marzo 1997          | Doki Doki Pretty League                                                                        | Reiko Nakayama                     | PS1/PS2                                                | [ 3 ] [ 4 ] |
| 28 marzo 1997          | Cross Romance: Koi to Mahjong to Hanafuda to                                                   | Yurika Fushimi                     |                                                        | [ 3 ] [ 4 ] |
| 18 aprile 1997         | Jantei Battle Cosplayer                                                                        | Yuriko                             | Sega Saturn                                            | [ 3 ]       |
| 11 luglio 1997         | Bulk Slash                                                                                     | Rira Heart                         | Sega Saturn                                            | [ 4 ]       |
| 18 luglio 1997         | Eternal Fantasy                                                                                | Sheila Sheffield                   |                                                        | [ 3 ] [ 4 ] |
| 11 settembre 1997      | Breath of Fire III                                                                             | Nina                               | PS1/PS2                                                | [ 3 ]       |
| 25 settembre 1997      | Ayakashi Ninden Kunoichiban                                                                    | Haruka Shiranui                    | PS1/PS2                                                | [ 3 ] [ 4 ] |
| 2 ottobre 1997         | Zen-Nippon Bishoujou Grand Prix: Find Love                                                     |                                    | Sega Saturn                                            | [ 4 ]       |
| 16 ottobre 1997        | Wizard's Harmony 2                                                                             | Tifa Clausen                       |                                                        | [ 3 ] [ 4 ] |
| 6 novembre 1997        | 10101: Will the Starship                                                                       | Yu Yaron                           | PS1/PS2                                                | [ 3 ]       |
| 4 dicembre 1997        | Galaxy Fraulein Yuna 3: Lightning Angel                                                        | 亜耶乎                             | Sega Saturn                                            | [ 3 ]       |
| 5 dicembre 1997        | The Last Blade                                                                                 | Hibiki Takane                      | Other                                                  | [ 3 ]       |
| 15 gennaio 1998        | The Star Bowling Vol. 2                                                                        |                                    | Sega Saturn                                            | [ 4 ]       |
| 22 gennaio 1998        | The Star Bowling DX                                                                            |                                    | PlayStation                                            | [ 4 ]       |
| 26 febbraio 1998       | Dōkoku soshite…                                                                                | 華苗                               | Sega Saturn                                            | [ 3 ] [ 4 ] |
| 26 febbraio 1998       | Misa no Mahou Monogatari                                                                       | Sakuraba Miki                      | PlayStation                                            | [ 4 ]       |
| 27 febbraio 1998       | Anime Freak FX Vol. 6                                                                          | Kyoko Hikami                       | PC-FX                                                  | [ 4 ]       |
| 12 marzo 1998          | Zutto Issho                                                                                    | Kaoru Wakabayashi, Kotone Misaki   | PS1/PS2                                                | [ 3 ] [ 4 ] |
| 13 marzo 1998          | Pocket Love 2                                                                                  | Suzune Aikawa                      | Other                                                  | [ 3 ] [ 4 ] |
| 2 aprile 1998          | Dragon Force II: Kamisarishi Daichi ni                                                         | Lily, Hilda                        | Sega Saturn                                            | [ 3 ] [ 4 ] |
| 16 aprile 1998         | Darkstalkers 3                                                                                 | Anita, Cecil                       | Sega Saturn, PS1                                       |             |
| 28 maggio 1998         | Lunar: Silver Star Story Complete                                                              | Luna Noah                          | PS1/PS2                                                | [ 3 ]       |
| 25 giugno 1998         | Galaxy Fraulein Yuna: Final Edition                                                            | Ayako                              | PS1/PS2                                                | [ 3 ] [ 4 ] |
| 30 luglio 1998         | Ojousama Express                                                                               | Mami Sakurai                       |                                                        | [ 3 ] [ 4 ] |
| 10 settembre 1998      | Kimagure My Baby -Musume no sugoroku seichouki- [PlayStation]                                  | Miki                               | PlayStation                                            | [ 4 ]       |
| 23 settembre 1998      | Doki Doki Pretty League: Nekketsu Otome Seishunki                                              | Reiko Nakayama                     | PS1/PS2                                                | [ 3 ] [ 4 ] |
| 26 novembre 1998       | Poporogu                                                                                       | Milt                               | PS1/PS2                                                | [ 3 ]       |
| 17 dicembre 1998       | Atelier Elie: The Alchemist of Salburg 2                                                       | Marurone                           | PS1/PS2                                                | [ 3 ]       |
|                        | 17 Sai -My Dear Angel-                                                                         | Ayaka Natsume                      | Windows                                                | [ 4 ]       |
|                        | The Last Blade 2                                                                               | Takane Hibiki                      | Arcade, Neo Geo                                        | [ 4 ]       |
| 14 gennaio 1999        | Evil Zone                                                                                      | Saizuki Setsuna                    | PlayStation                                            | [ 4 ]       |
| 25 febbraio 1999       | Eberouge 2                                                                                     | Mar Anhalt                         | PlayStation                                            | [ 4 ]       |
| 4 marzo 1999           | Psychic Force 2012                                                                             | Wendy Rian                         | Dreamcast, Windows                                     | [ 4 ]       |
| 4 marzo 1999           | Sonata                                                                                         | Fushimi Nayabashi                  | PS1/PS2                                                | [ 3 ] [ 4 ] |
| 11 marzo 1999          | Legend of Himiko                                                                               | Kouran                             | PS1/PS2                                                | [ 3 ] [ 4 ] |
| 11 marzo 1999          | Doki Doki On Air 2                                                                             | guest                              | Windows, Mac, PlayStation                              | [ 4 ]       |
| 25 marzo 1999          | To Heart                                                                                       | Kotone Himekawa                    | PS1/PS2                                                | [ 3 ]       |
| 29 luglio 1999         | Pop'n Tanks!                                                                                   | Domina                             | PlayStation                                            |             |
| 2 settembre 1999       | Dancing Blade: Katteni Momotenshi!                                                             | Nazuna                             | PlayStation                                            | [ 4 ]       |
| 16 dicembre 1999       | Ouka Houshin                                                                                   | Ryuura Koushu                      | Dreamcast                                              | [ 4 ]       |
| 22 dicembre 1999       | Samurai Shodown: Warriors Rage                                                                 | Saya                               | PS1                                                    |             |
|                        | Desire                                                                                         | Makoto Izumi                       |                                                        | [ 4 ]       |
| 16 marzo 2000          | 夏色剣術小町                                                                                   | 春日部舞                           | PS1/PS2                                                | [ 3 ]       |
| 27 aprile 2000         | Breath of Fire IV                                                                              | Nina                               | PS1/PS2                                                | [ 3 ]       |
| 24 agosto 2000         | Eternal Suite All Star Project                                                                 | Sheila Sheffield                   | PS1/PS2                                                | [ 3 ] [ 4 ] |
| 31 agosto 2000         | Happy Salvage                                                                                  | Miranda                            | PS1/PS2                                                | [ 3 ] [ 4 ] |
| 21 dicembre 2000       | Tenshi no Present: Marl Ōkoku Monogatari                                                       | Pekonyan                           | PS1/PS2                                                | [ 3 ]       |
| 6 settembre 2001       | Di Gi Charat Fantasy                                                                           | Rabi en Rose                       | Windows98/ME/2000                                      | [ 4 ]       |
| 15 novembre 2001       | Marl de Jigsaw                                                                                 | Pekonyan                           | PS1/PS2                                                | [ 3 ]       |
| 14 novembre 2002       | Breath of Fire: Dragon Quarter                                                                 | Nina                               | PS1/PS2                                                | [ 3 ]       |
| 27 giugno 2003         | To Heart                                                                                       | Kotone Himekawa                    | PC（一般）                                             | [ 3 ] [ 4 ] |
| 31 luglio 2003         | Sakura Setsugetsuka                                                                            | Yuuko Fukami                       | PS1/PS2                                                | [ 3 ] [ 4 ] |
| 7 agosto 2003          | Ys I&II Eternal Story                                                                          | Feena                              |                                                        | [ 3 ] [ 4 ] |
| 23 settembre 2003      | Capcom vs. SNK 2 EO                                                                            | Takamine Hibiki                    | GameCube, PS2, Xbox                                    | [ 4 ]       |
| 10 ottobre 2003        | Samurai Shodown V                                                                              | Rera                               | Arcade, PS2, Xbox                                      | [ 3 ]       |
| 20 novembre 2003       | Di Gi Charat Fantasy Excellent                                                                 | Rabi en Rose                       | Playstation2                                           | [ 4 ]       |
| 24 giugno 2004         | 3年B組金八先生 伝説の教壇に立て!                                                               | Ayaka Hijiri                       | PS1/PS2                                                | [ 3 ]       |
| 22 luglio 2004         | Boktai 2: Solar Boy Django                                                                     | Zazie, Duneyrr                     | GBA                                                    |             |
| 28 ottobre 2004        | Sentimental Prelude                                                                            | Satomi Hasegawa                    | PS1/PS2                                                | [ 3 ] [ 4 ] |
| 24 marzo 2005          | Darkstalkers Chronicle: The Chaos Tower                                                        | Anita, Cecil                       | PSP                                                    | [ 4 ]       |
| 27 maggio 2005         | Sakura Setsugetsuka: Beauties of Nature Premium Edition                                        | Yuuko Fukami                       | PC（一般）                                             | [ 3 ]       |
| 30 giugno 2005         | Mai-HiME: Unmei no Keitōju                                                                     | Mutsumi Kujo (Saeko Kuga)          | PS1/PS2                                                | [ 3 ]       |
| 28 luglio 2005         | Shin Bokura no Taiyō Gyakushū no Sabata                                                        | Zazie                              | GBA                                                    |             |
| 26 agosto 2005         | Princess Concerto                                                                              | Chariot                            | PC（一般）                                             | [ 3 ]       |
| 27 ottobre 2005        | Shadow of the Colossus                                                                         | Dormin                             | PS2                                                    | [ 3 ]       |
| 1º dicembre 2005       | Yoshitsune-ki 義経紀                                                                           | Gozen Shizuka                      | PS1/PS2                                                | [ 3 ]       |
| 31 marzo 2006          | True Tears                                                                                     | Asumi Akiyama                      |                                                        | [ 3 ]       |
| 20 luglio 2006         | Gunparade Orchestra: Ao no Shou                                                                | Satomi Koseki                      | PS1/PS2                                                | [ 3 ] [ 4 ] |
| 28 settembre 2006      | Joshikōsei Game's High                                                                         | Kyoko Himeji                       | PS1/PS2                                                | [ 3 ]       |
| 22 novembre 2006       | Lunar Knights                                                                                  | Tove, Alice                        | Nintendo DS                                            |             |
| 22 febbraio 2007       | Higurashi no Naku Koro ni Matsuri                                                              | 間宮リナ                           | PS1/PS2                                                | [ 3 ]       |
| 10 agosto 2007         | Shinkyoku Sōkai Polyphonica The Black                                                          | ウォナーリア・ゲニカ・ヤクリトーレ |                                                        | [ 3 ]       |
| 12 novembre 2009       | Lunar: Silver Star Harmony                                                                     | Luna Noah                          | PSP                                                    | [ 3 ]       |
| 17 febbraio 2011       | Catherine                                                                                      | Martha Uspensky                    | PS3                                                    | [ 3 ]       |
| 14 giugno 2012         | Root Double: Before Crime * After Days                                                         | Kirara & Beyondo Kirmi             | Xbox 360                                               | [ 3 ]       |
| 6 febbraio 2014        | Super Heroine Chronicle                                                                        | Hikaru Usada / Rabi~en~Rose        |                                                        | [ 3 ] [ 8 ] |
| 5 giugno 2014          | Stranger of Sword City                                                                         | Maririsu kuraibaumu                |                                                        | [ 3 ]       |
| 12 marzo 2015          | Higurashi When They Cry Sui                                                                    | 間宮リナ                           |                                                        | [ 3 ]       |
| 24 febbraio 2016       | Breath of Fire 6                                                                               | Nina                               | iOS, AND                                               | [ 9 ]       |
| 14 febbraio 2019       | Catherine: Full Body                                                                           | Martha Uspensky                    | PS4, PSVita, Nintendo Switch                           |             |
| 4 luglio 2019          | Teppen                                                                                         | Nina                               | iOS, AND                                               |             |
| 27 ottobre 2021        | Super Robot Wars 30                                                                            | Hinoki Sai, Algernon Lookout N.26  | PC, Nintendo Switch, PS4                               |             |
| 20 gennaio 2023        | Fire Emblem: Engage                                                                            | Eve                                | Nintendo Switch                                        | [ 10 ]      |
| 12 settembre 2024      | The Hokkaido Serial Murder Case: The Okhotsk Disappearance ~Memories in Ice, Tearful Figurine~ | Luna                               | Nintendo Switch, PC                                    |             |
| 21 marzo 2025          | Atelier Yumia: The Alchemist of Memories & the Envisioned Land                                 | Marina                             | PC, PS4, PS5, Nintendo Switch, Xbox One, Xbox Series X |             |

### Doppiaggio
| Titolo                         | Ruolo           | Note          | Fonte |
| ------------------------------ | --------------- | ------------- | ----- |
| Boy Meets World                | Topanga         |               | [ 2 ] |
| Didier                         | Mijo            |               | [ 2 ] |
| Saranno famosi                 | Michelle        |               | [ 2 ] |
| Premonizioni                   | Samantha        |               | [ 2 ] |
| Home Alone 2: Lost in New York | Linney          |               | [ 2 ] |
| Honey, I Blew Up the Kid       | Adam            |               | [ 2 ] |
| Nick of Time                   | Courtney Chase  |               | [ 2 ] |
| Scream                         | Sidney Prescott | Neve Campbell | [ 2 ] |
| The Broken Chain               | Catherine       |               | [ 2 ] |
| U Turn - Inversione di marcia  | Jenny           | Claire Danes  | [ 2 ] |
| Night Angel 真夜中の天使       | Linda           |               | [ 2 ] |
| ＰａＰａ                       | Lee Young Ae    |               | [ 2 ] |

### Audiodrammi
| Titolo                                                                                                 | Ruolo                            | Note      | Fonte |
| --- | -------------------------------- | --------- | ----- |
| Di Gi Charat                                                                                           | Hikaru Usada                     |           | [ 4 ] |
| Hand Maid May                                                                                          | CBD Sara                         |           | [ 4 ] |
| Higurahi no naku koro ni kai tsumihoroboshi-hen                                                        | Rina Mamiya                      |           | [ 3 ] |
| Infinite Ryvius                                                                                        |                                  |           | [ 4 ] |
| Kindaichi Case Files: akuma kumikyoku satsujin jiken                                                   | Miyuki Nanase                    |           | [ 3 ] |
| Legend of Himiko                                                                                       | Kouran                           |           | [ 4 ] |
| Little Princess: Marl Ōkoku no Ningyō Hime 2: Another Diary                                            |                                  |           | [ 4 ] |
| Megami Paradise                                                                                        | Pastel                           |           | [ 4 ] |
| Power Dolls                                                                                            | Amy Pershing                     | radio     | [ 4 ] |
| Power Dolls Wedding March                                                                              | Amy Pershing                     |           | [ 3 ] |
| Psychic Force                                                                                          | Wendy Ryan                       | CD, Radio | [ 4 ] |
| Sakura Wars                                                                                            | Takamura Tsubaki                 |           | [ 4 ] |
| Wedding Peach                                                                                          | Momoko Hanasaki                  |           | [ 4 ] |
| Bouken Radio Movie CD Vol 2                                                                            | Sou Meiran                       |           | [ 4 ] |
| Click and Dead                                                                                         | Erina                            |           | [ 4 ] |
| Desire                                                                                                 | Makoto Izumi                     |           | [ 4 ] |
| Happy Boy                                                                                              | Neko-sensei                      |           | [ 4 ] |
| Houshin Engi                                                                                           | Tou Sengyoku                     |           | [ 4 ] |
| Jajauma Quartette                                                                                      | Prince Macdo, Prince Narudo      | Radio     | [ 4 ] |
| Kindaichi Case Files: shinigami byōin satsujin jiken                                                   | Miyuki Nanase                    |           | [ 3 ] |
| Luna Silver Story Lunatic Festa                                                                        | Luna                             |           | [ 4 ] |
| Mahou Shoujo Fancy CoCo                                                                                | Milk Kahlua                      |           | [ 4 ] |
| Minna de tsukuru Yuukyuu CDI                                                                           |                                  |           | [ 4 ] |
| Neko na Kankei                                                                                         | Asuka                            |           | [ 4 ] |
| Pocket Monster Sound Picture Box "Mewtwo no tanjou"                                                    | Ai                               |           | [ 4 ] |
| Popful Mail The Next Generation                                                                        | Rem                              |           | [ 4 ] |
| Shin Kaori kōkō ren'ai sasupensu koibito-tachi no pashi~on 新花織高校恋愛サスペンス 恋人たちのパシォン | Chitose Airport Female Employees |           | [ 3 ] |
| Shinsetsu Samurai Spirits Bushidou Retsuden                                                            | Rimururu                         | Radio     | [ 4 ] |
| Suehiro Shoutengai Pre-Drama CD -Prelude-                                                              | Kusaka Chiharu                   |           | [ 4 ] |
| Tohshinden -Before Stage-                                                                              | Ellis                            |           | [ 4 ] |
| Wrestle Angels Original Fighting Story                                                                 | Megumi Muto                      |           | [ 3 ] |
| Yuukyuu Gensoukyoku "Yuukyuu Ongakusai"                                                                |                                  |           | [ 4 ] |
| Yuukyuu Gensoukyoku THE BEST -Selected by Characters-                                                  | Sheila Sheffield                 |           | [ 4 ] |